# Volo EgyptAir 804
Il volo EgyptAir 804 (MS804/MSR804) era un volo di linea di EgyptAir dall'aeroporto di Parigi Charles de Gaulle all'aeroporto Internazionale del Cairo operato da un Airbus A320-232 che il 19 maggio 2016, alle 02:45 locali (UTC+2), si è inabissato nel mar Mediterraneo.
Prima che l'aereo scomparisse dai radar, l'ACARS del velivolo ha trasmesso automaticamente delle segnalazioni che indicavano alcuni guasti e la presenza di fumo nelle toilette e nell'alloggiamento dell'avionica, ma i controllori di volo non hanno ricevuto nessun mayday dai piloti.
A bordo vi erano 56 passeggeri, 7 membri dell'equipaggio e 3 agenti di sicurezza. Il 20 maggio, alcuni rottami della fusoliera sono stati rinvenuti a circa 290 chilometri a nord di Alessandria d'Egitto. Circa quattro settimane dopo l'incidente, sul fondale marino, sono state individuate le sezioni principali del relitto, comprese entrambe le scatole nere.
Il 15 dicembre 2016 è stato reso noto dall'inchiesta di investigazione egiziana che erano state trovate tracce di esplosivo sui corpi dei passeggeri. Ciò avrebbe potuto confermare l'ipotesi dell'attacco terroristico. La notizia è stata tuttavia smentita da fonti francesi 5 mesi dopo, spingendo le indagini verso l'ipotesi più plausibile dell'incendio accidentale.
Un team di investigatori privati francesi ha rilasciato nell'aprile 2022 un documento secondo il quale l'incendio a bordo venne innescato da una sigaretta accesa da uno dei due piloti e alimentato da una perdita di ossigeno in cabina.

## L'aereo
Il velivolo era un Airbus A320-232, avente numero di registrazione SU-GCC e MSN 2088. Aveva effettuato il primo volo il 25 luglio 2003 ed era stato consegnato alla compagnia il 3 novembre dello stesso anno. L'aeromobile stava effettuando il suo quinto volo della giornata, avendo volato da Asmara (Eritrea) al Cairo; dal Cairo all'Aeroporto di Tunisi-Cartagine (Tunisia) e ritorno, e dal Cairo verso Parigi.

## Passeggeri ed equipaggio
| Nazionalità            | No. | Note          |
| ---------------------- | --- | ------------- |
| Egitto                 | 40  | [ 14 ] [ 15 ] |
| Francia                | 12  | [ 14 ]        |
| Algeria/ Francia       | 4   | [ 16 ]        |
| Iraq                   | 2   | [ 17 ]        |
| Canada                 | 2   | [ 18 ]        |
| Belgio                 | 1   | [ 17 ]        |
| Ciad                   | 1   | [ 15 ]        |
| Kuwait                 | 1   | [ 19 ]        |
| Portogallo             | 1   | [ 17 ]        |
| Arabia Saudita         | 1   | [ 17 ]        |
| Sudan                  | 1   | [ 17 ]        |
| Regno Unito/ Australia | 1   | [ 14 ] [ 20 ] |
| Totale                 | 66  | [ 17 ]        |

A bordo vi erano 56 passeggeri di 12 nazionalità diverse; tra essi vi erano due neonati ed un bambino. Il numero dei passeggeri risultava inizialmente superiore in quanto alcuni di essi avevano doppia nazionalità.
Tra i 10 membri dell'equipaggio vi erano due piloti, cinque assistenti di volo e tre addetti alla sicurezza. Secondo quanto dichiarato da Egyptair, il comandante, Mohammed Shokeir, aveva 6 275 ore di esperienza di volo (incluse 2 101 ore sugli A320), mentre il primo ufficiale, Mohamed Assem, ne aveva 2 766.

## L'incidente

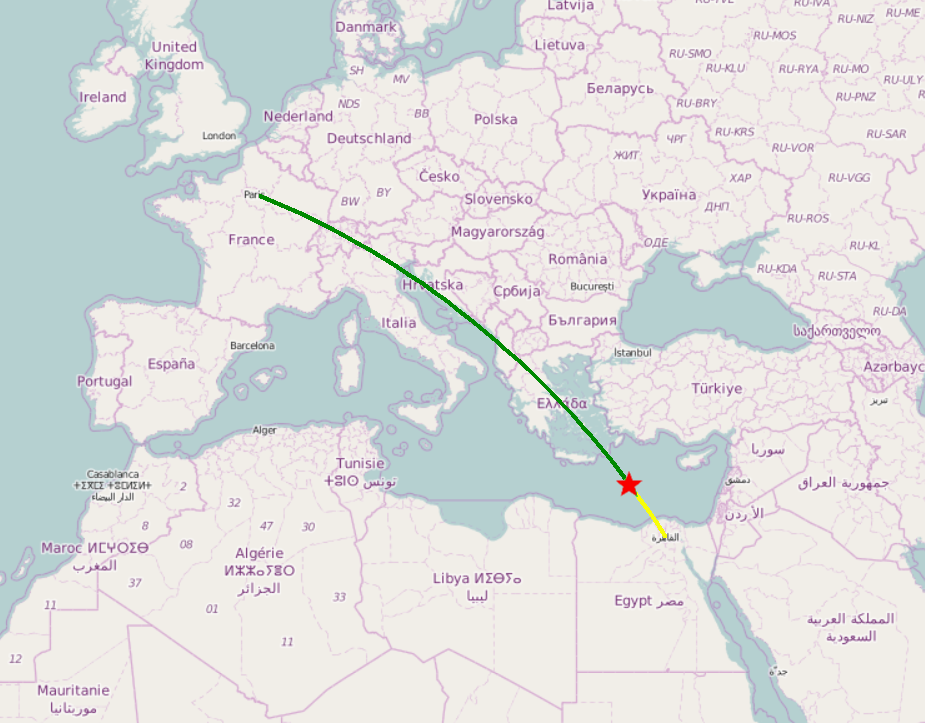
La rotta del volo 804. La stella rossa indica il punto in cui è scomparso dai radar.

L'aereo è decollato da Parigi con destinazione Il Cairo il 18 maggio alle 23:09 (tutti gli orari sono UTC+2, essendo questo fuso orario utilizzato sia in Francia che in Egitto). Il 19 maggio, alle 02:30, è scomparso dai radar; secondo l'ultimo rilevamento disponibile stava volando alla quota di 37 000 piedi (11 000 m) e si trovava 280 km a nord della costa egiziana e circa 280 km a sud-est da Kastellorizo, l'isola più orientale della Grecia. L'aereo sarebbe dovuto atterrare alle 03:05.
Inizialmente si era diffusa la voce secondo la quale alle 04:26 i dispositivi in dotazione all'esercito egiziano avevano captato un segnale di emergenza trasmesso dal volo 804, ma ciò è stato subito smentito da Sherif Fathy, l'amministratore delegato di EgyptAir.
Il 19 maggio il ministro della difesa della Grecia Pános Kamménos ha dichiarato che l'aereo, pochi minuti prima di scomparire dai radar, aveva virato di 90 gradi verso sinistra e poi di 360 gradi a destra ed era sceso da 37 000 piedi (11 000 m) a 15 000 piedi (4 600 m) di altitudine. Questa affermazione è stata respinta il 23 maggio da un funzionario del National Air Navigation Services Company, l'ente che si occupa della navigazione aerea in Egitto, il quale ha dichiarato che l'aereo non aveva effettuato nessun cambiamento di rotta e di altitudine. In realtà è possibile che i radar egiziani, essendo più lontani dall'aereo, avessero tracciato la rotta del velivolo con minor accuratezza. Il 14 giugno, le autorità egiziane hanno convenuto che quanto dichiarato dal Ministero della Difesa Greco era veritiero.

## Ricerca e recupero

### Attività iniziali

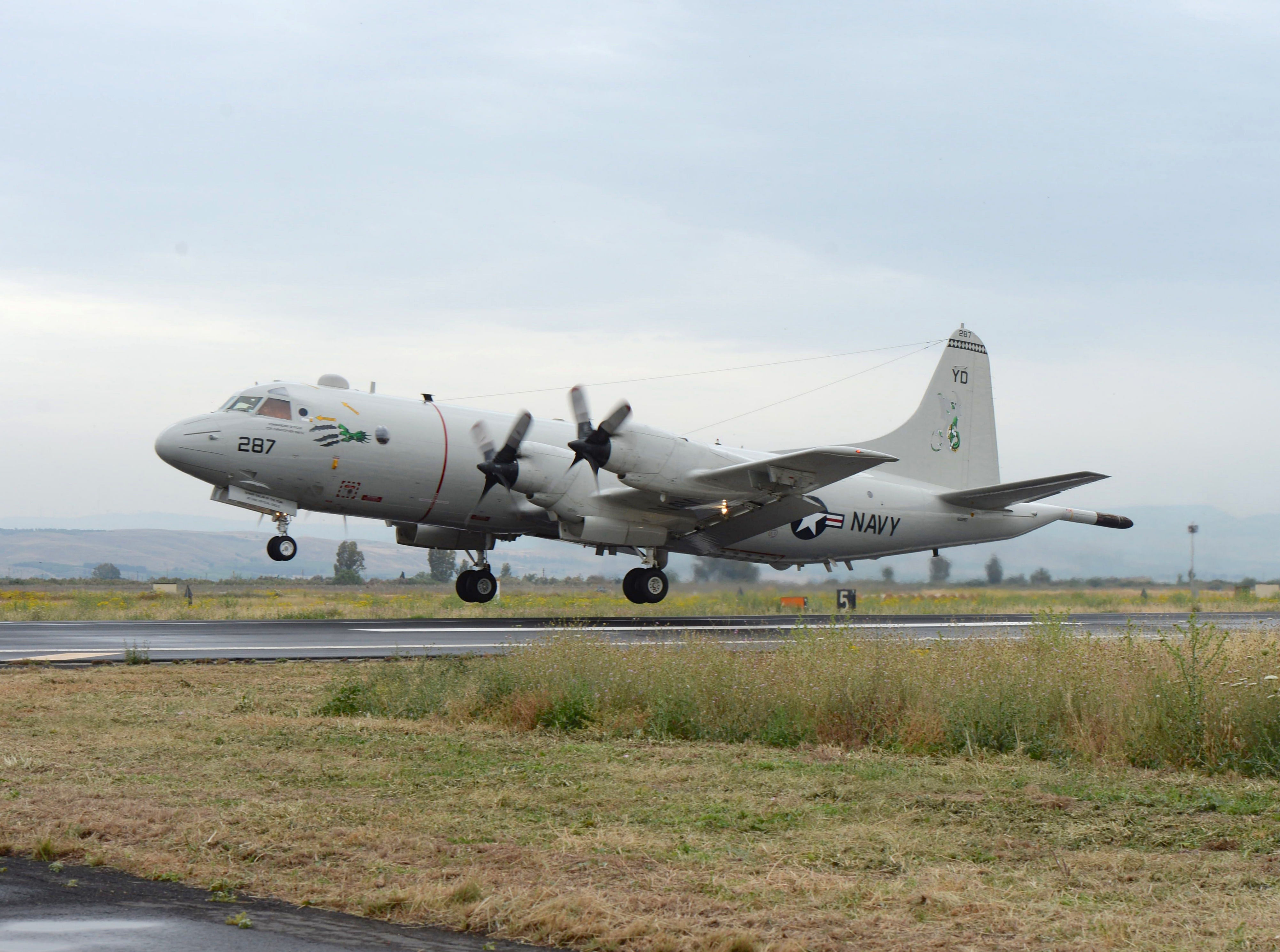
Il Lockheed P-3 Orion utilizzato per le ricerche dell'A320 EgyptAir.

Una volta appurato che l'aereo era precipitato in mare, diverse nazioni hanno inviato mezzi sia navali che aerei nella zona delle ricerche. Dalla Grecia sono giunti un Lockheed C-130 Hercules, un Embraer R-99 ed una fregata della Classe Elli; dalla Francia una Falcon 50 Surmar, dal Regno Unito una nave da sbarco Classe Bay della Royal Fleet Auxiliary, mentre dagli Stati Uniti è giunto un Lockheed P-3 Orion.

### Area di ricerca
Il 20 maggio, mezzi della Marina e dell'Aeronautica egiziana hanno ritrovato parti della fusoliera, sedili, bagagli ed effetti personali dei passeggeri 290 km al largo della costa di Alessandria d'Egitto. Tra la sera del 20 maggio e l'alba del 23 maggio sono state avvistate due zone cosparse di detriti, la più vasta delle quali misurava 5,6 km di raggio. Complessivamente l'area di ricerca misurava quasi 14.000 km², in questa zona la profondità del mare variava tra i 2.440 ed i 3.050 metri.
Sempre il 20 maggio, l'Agenzia Spaziale Europea (ESA) ha annunciato di aver scoperto, grazie alle immagini catturate dal satellite Sentinel 1A, una scia di carburante lunga 2 km alle coordinate 33.32°N 29.13°E; tale posizione è ubicata a 40 km sud-est dall'ultima posizione nota del volo 804.
Il 26 maggio, Airbus ha dichiarato che i satelliti avevano captato i segnali emessi dal trasmettitore di localizzazione d'emergenza; ciò ha permesso di delimitare un'area di 10 km di diametro nella quale era molto probabile si trovasse il relitto dell'A320. Il trasmettitore di localizzazione d'emergenza di solito si attiva automaticamente al momento dell'impatto, inviando un segnale di soccorso. La National Oceanic and Atmospheric Administration ha confermato che i satelliti avevano iniziato a ricevere il segnale già da pochi minuti dopo che l'aereo era scomparso dal radar.

### Le scatole nere
Il primo giugno, la nave Laplace della Marine nationale ha intercettato il segnale di emergenza emesso da una delle scatole nere, cosa che ha permesso di restringere ulteriormente la zona di ricerca fino ad un'area di circa 12 km². Per recuperare i registratori di volo è stato richiesto alla Deep Ocean Search, una società privata esperta in ricerche sottomarine, l'invio della John Lethbridge, nave dotata di uno speciale robot attrezzato per l'utilizzo subacqueo. Il 15 giugno, le autorità egiziane hanno annunciato che la John Lethbridge aveva localizzato diverse sezioni del relitto adagiate sul fondo del mare ed era riuscita a rintracciare le scatole nere.
Il 16 giugno, la John Lethbridge ha recuperato il cockpit voice recorder (CVR); l'apparecchio è risultato gravemente danneggiato ed è stato inviato a Il Cairo per le riparazioni. Un funzionario dell'aviazione civile, rimasto anonimo, ha dichiarato che se i tecnici locali non fossero riusciti a recuperare i dati del CVR, questo sarebbe stato inviato a laboratori specializzati all'estero. Il 17 giugno è stato recuperato anche il flight data recorder (FDR); anche questa unità necessitava di essere riparata prima di essere analizzata.
Il 19 giugno, il Comitato investigativo sugli incidenti aeronautici egiziano ha annunciato che i tecnici specializzati delle Forze armate egiziane avevano completato la procedura di asciugatura dei moduli di memoria ed avevano iniziato i test elettrici, ultimo passo prima di tentare il recupero dei dati. Il 21 giugno, i tecnici egiziani hanno rivelato che i chip di memoria di entrambi i registratori erano danneggiati ed era impossibile per loro recuperarne i dati, e che pertanto essi erano stati inviati a Parigi presso i laboratori del Bureau d'Enquêtes et d'Analyses pour la sécurité de l'aviation civile (BEA), che li avrebbe riparati per poi rispedirli in Egitto.
Il 27 giugno i tecnici del BEA hanno annunciato che il FDR era stato riparato e rispedito al Cairo per l'analisi dei dati.

## Le indagini
Secondo i dati radar in possesso dall'aviazione greca, il volo 804 ha deviato dalla propria rotta poco dopo essere entrato nella regione di informazioni di volo di competenza dell'Egitto. A livello di volo 370 (37 000 piedi (11 000 m)), l'aereo ha virato prima a sinistra di 90 gradi, subito dopo a destra di 360 gradi ed infine ha cominciato a scendere velocemente di quota; il contatto radar è stato perso ad un'altitudine di circa 10 000 piedi (3 000 m). Il 19 maggio, un funzionario del Ministero della difesa greco ha riferito che si stava verificando quanto detto dal comandante di una nave mercantile, il quale aveva dichiarato di aver visto "una palla di fuoco nel cielo" circa 240 km a sud dell'isola di Karpathos.
- 00:26Z 3044 ANTI ICE R WINDOW (guasto nel sistema di riscaldamento del vetro destro della cabina di pilotaggio)
- 00:26Z 561200 R SLIDING WINDOW SENSOR (guasto del sensore che verifica la chiusura del vetro destro della cabina di pilotaggio)
- 00:26Z 2600 SMOKE LAVATORY SMOKE (fumo nella toilette)
- 00:27Z 2600 AVIONICS SMOKE (fumo nell'alloggiamento dell'avionica)
- 00:28Z 561100 R FIXED WINDOW SENSOR (guasto di un sensore di un altro vetro destro della cabina di pilotaggio)
- 00:29Z 2200 AUTO FLT FCU 2 FAULT (guasto della funzione Autopilota nel Flight Management System)
- 00:29Z 2700 F/CTL SEC 3 FAULT (guasto nel sistema di controllo degli spoiler)

Tutti gli orari sono UTC (in campo aeronautico chiamato anche Zulu)
Fonti indipendenti hanno rivelato che, quattro minuti prima che il velivolo scomparisse dai radar, il suo sistema ACARS ha inviato 7 messaggi; questa notizia è stata confermata dal Bureau d'Enquêtes et d'Analyses pour la sécurité de l'aviation civile (BEA) che ha spiegato che del fumo potrebbe essere stato rilevato nella parte anteriore dell'aereo, più precisamente nella toilette e nell'alloggiamento dell'avionica, ma i rilevatori di fumo installati sul velivolo avrebbero anche potuto essere stati attivati dalla condensazione del vapore acqueo prodotto da una decompressione improvvisa avvenuta all'interno della cabina stessa; inoltre, sebbene i rilevatori ottici di fumo installati sul velivolo siano ritenuti più affidabili rispetto ai vecchi modelli precedentemente montati sugli aeroplani Airbus, in quanto producono un minor numero di falsi allarmi, sono comunque sensibili alla polvere e ad alcuni aerosol.
Due piloti, uno intervistato da The Daily Telegraph, l'altro collaboratore di The Australian, hanno convenuto che l'esplosione di una bomba a bordo poteva essere coerente con i messaggi ACARS. L'esperto di aviazione David Learmount di Flight International ha suggerito che un corto circuito avrebbe potuto scatenare un incendio nell'alloggiamento dell'avionica del velivolo e che i piloti potrebbero non averlo individuato per tempo.
Il 29 giugno, funzionari egiziani hanno dichiarato che sia i dati recuperati dal flight data recorder che l'analisi dei rottami del velivolo confermavano la presenza di fumo a bordo, così come indicato dalle trasmissioni ACARS. Alcuni esperti del Ministero dell'Aviazione Civile egiziano hanno evidenziato che i resti della sezione frontale del relitto mostravano segni di combustione ad alta temperatura; inoltre, l'analisi dei dati ha mostrato contemporaneità tra le anomalie trasmesse dall'ACARS e gli allarmi registrati dal flight data recorder, e che quest'ultimo aveva smesso di funzionare ad una quota di 37 000 piedi (11 000 m) sopra il livello del mare. I media hanno riferito che secondo quanto registrato dal cockpit voice recorder uno dei piloti avrebbe tentato di spegnere l'incendio nella cabina di pilotaggio prima che l'aereo si schiantasse.
Il 17 settembre, Reuters ha rilanciato una notizia apparsa su Le Figaro che rivelava che gli investigatori francesi impegnati nelle indagini avevano trovato tracce di TNT su alcuni resti dell'aereo, ma che sarebbe stato impedito loro di effettuare analisi più accurate per stabilire l'origine di queste tracce.
Il 15 dicembre, la commissione d'inchiesta egiziana ha rivelato di aver trovato tracce di esplosivo sui resti dei passeggeri, ma un portavoce del BEA ha espresso dubbi sulle procedure utilizzate nelle indagini dagli investigatori egiziani.
Il 13 gennaio 2017, il quotidiano francese Le Parisien ha pubblicato un articolo in cui si affermava che autorità francesi non specificate ritenevano che l'aereo potesse essere precipitato in seguito ad un incendio in cabina di pilotaggio causato da una batteria di un telefono surriscaldata; sono state notate analogie tra la posizione in cui il copilota aveva riposto il suo iPad e iPhone 6S (immagini fornite dalle telecamere dell'Aeroporto Charles de Gaulle di Parigi) e i dati forniti dai messaggi ACARS che suggerivano un incendio accidentale sul lato destro della cabina di pilotaggio, proprio accanto alla posizione del copilota.
Il 6 maggio 2017, il quotidiano francese Le Figaro ha diffuso la notizia che funzionari francesi avevano confermato che non erano state trovate tracce di esplosivo sui corpi delle vittime.
Il 6 luglio 2018, il BEA ha indicato come ipotesi più plausibile dell'incidente un incendio propagatosi molto rapidamente a bordo, mentre l'ECAA, l'ente egiziano responsabile delle indagini non ha pubblicato alcun report sull'incidente.
Nell'aprile 2022, un documento di 134 pagine redatto da un team di esperti francesi e inviato alla Corte di Appello di Parigi per un'indagine per omicidio colposo, visionato dal Corriere della Sera, ricostruisce la causa probabile dell'incidente. Secondo gli esperti, il 16 maggio 2016, tre giorni prima della tragedia, i responsabili della manutenzione di Egyptair sostituirono la maschera di ossigeno del copilota lasciando l'interruttore impostato su "emergenza" (modalità che, secondo Airbus, potrebbe provocare fuoriuscita di ossigeno in cabina). Questa teoria è confermata dal Cockpit Voice Recorder, che ha registrato due fruscii provenienti dal microfono posizionato sul vano del copilota alle 02:25. Il team ritiene probabile che l'incendio a bordo rilevato dai messaggi ACARS a partire dalle 02:26 sia stato sprigionato dalla fiamma di una sigaretta accesa in cabina (i piloti della compagnia erano soliti fumare a bordo) e alimentato dall'ossigeno fuoriuscito dalla maschera. L'indagine non è riuscita a stabilire se e come i piloti abbiano reagito all'incendio. Tuttavia, in base ai successivi messaggi ACARS, è probabile che l'incendio si sia esteso molto rapidamente nella zona anteriore dell'aereo danneggiando gravemente i computer di bordo e gran parte dei sistemi di navigazione, portando ad un'inevitabile perdita di controllo del velivolo. Grazie ai messaggi ACARS e ai segnali trasmessi dall'Emergency Locator Transmitter (ELT), si stima che lo schianto in mare sia avvenuto tra le 02:33 e le 02:36.

## Conseguenze
Come spesso avviene per i voli rimasti vittime di incidenti mortali, il numero del volo non viene più utilizzato: EgyptAir ha rinominato in MS802 (invece che MS804) i voli da Parigi al Cairo, mentre il volo di andata tra il Cairo e Parigi è stato rinominato in MS801 (invece che MS803).

## Nella cultura di massa
L'incidente del volo 804 della EgyptAir è stato analizzato nell'episodio Mistero sul Mediterraneo della ventitreesima stagione del documentario Indagini ad alta quota trasmesso da National Geographic Channel.